# Guenfouda
Guenfouda (franska: Guenfouda (CR), Guenfouda (Commune Rurale), arabiska: النعيمة (البلدية)) är en kommun i Marocko.   Den ligger i provinsen Jerada och regionen Oriental, i den nordöstra delen av landet, 400 km öster om huvudstaden Rabat. Antalet invånare är 5 748.